# Amemoba
Amemoba（アメモバ）は東京都台東区上野に本社を置く、株式会社CODが運営する中古スマホ等の販売、買取、修理を行う日本の企業。
同名の屋号で東京上野秋葉原、千葉県柏市、兵庫県神戸市を中心に店舗を展開している。

## 事業内容
スマートフォン、タブレットなどの携帯端末の販売や買取、修理を中心に業務を行う。2023年現在、東京都の上野、秋葉原、新宿に3店舗を展開、インターネットでの販売、買取、修理を展開している。それ以外にも日本全国に35店舗展開し、インターネットでの買取、修理、販売を展開している。

## 沿革
- 2015年（平成27年） - 株式会社COD設立
- 2019年（平成31年） - スマホ買取サイト「Amemoba買取」をオープン
- 2020年（令和2年） - iPhone修理サイト「Amemoba修理」をオープン
- 2021年（令和3年） - スマホ販売サイト「アメモバマーケット」をオープン
- 2023年（令和5年） - 同業者・リサイクル業者向けの買取サービスアメモバ エクスプレスをリリース
- 2023年（令和5年）8月2日 - アメモバ新宿東南口店 オープン

## 拠点
2023年今現在日本全国12都道府県合わせて35店舗展開しています。
- 店舗 … 35ヶ所
  - 東京
    - 上野本店
    - 秋葉原店
    - 新宿東南口店
    - 下北沢駅前店
    - 自由が丘店
    - 立川店

  - 千葉
    - 松戸柏駅前店
    - 津田沼店

  - 神奈川
    - 大和駅南口店
    - 本厚木店
    - 相模原店
    - 橋本店
    - 海老名店
    - 小田原店
    - 溝の口店
    - 藤沢店

  - 愛知県
    - 名古屋大須店
    - 一宮店
    - 豊橋店
    - 大口店
    - 春日井店
    - 小牧店

  - 大阪府
    - 大阪梅田店
    - 堺東店
    - 茨城大田店

  - 京都府
    - 河原町店
    - 京都洛南店

  - 兵庫
    - 三宮店
    - 摂津本山店
    - 姫路店

  - 栃木県
    - 黒磯店

  - 沖縄県
    - 那覇店

  - 長崎県
    - 長崎店

  - 長野県
    - 松本店